# Festival panafricain du cinéma et de la télévision de Ouagadougou 1999
Le FESPACO 1999 est la 16e édition du Festival panafricain du cinéma et de la télévision de Ouagadougou. Il se déroule du 27 février au 6 mars 1999 à Ouagadougou au Burkina Faso.
Le festival fête ses 30 ans d'existence. Le thème de cette édition est « Cinéma et circuits de diffusion en Afrique ».
Le film Pièces d'identités de Mwezé Ngangura décroche l'Étalon de Yennenga. C'est la première fois dans l'histoire du festival que l'Etalon de Yennenga est attribué à une comédie,.

## Contexte
La mort suspecte du journaliste Norbert Zongo le 13 décembre 1998 ayant généré des contestations, les projections gratuites sur écran géant place de la Révolution sont annulées ainsi que les animations musicales, et la rue marchande (vaste marché d'artisanat) est reléguée sous le nom de galerie marchande dans la cour de la Maison du peuple sous bonne garde policière et avec entrée payante. L'appel à une journée Fespaco mort le 3 mars n'interrompt cependant pas le cours du festival, les manifestations estudiantines ayant été éloignées des zones festivalières.
A Paris, l'association dirigée par Andrée Davanture, Atria, ferme ses portes, à la suite du retrait de sa subvention du ministère français de la Coopération : un lieu s’éteint, qui fut durant 20 ans le principal soutien des réalisateurs africains auprès du milieu professionnel français. En revanche, l'association Ecrans Nord-Sud voit le jour sous la direction de Dominique Wallon, assisté de Valérie Mouroux. Elle vise à mettre en place des partenariats entre des professionnels français et africains et organiser des formations dans le domaine de l'exploitation et la distribution.
A Ouagadougou, le gouvernement a engagé le 26 février 1998 les services d'un cabinet d'expertise pour aboutir à la liquidation de la SONACIB (Société nationale de distribution et d'exploitation cinématographique), conformément à une loi votée par l'Assemblée nationale le 1er juillet 1994. Connaissant des difficultés de trésorerie, notamment une dette de plusieurs milliards, elle avait été placée sous administration provisoire en août 1993. Il s'agit là d'un bouleversement du paysage cinématographique burkinabè, cette société ayant géré l’exploitation et la distribution des films après avoir remplacé la  SO.NA.VO.CI. (Société nationale voltaïque du cinéma) créée à la suite de la nationalisation des salles le 5 janvier 1970. Sa mise en liquidation administrative ne sera cependant prononcée que fin 2003, le gouvernement confiant ces secteurs à une société privée en janvier 2004, l’ARPA (Association des réalisateurs et producteurs africains), dont le délégué général est Idrissa Ouedraogo. Le 21 février 2004, celui-ci annonce que le ministère des Arts, de la Culture et du Tourisme du Burkina Faso lui confie pour deux ans, la gestion du Ciné Burkina, une des deux principales salles de cinéma de Ouagadougou.

## Préparation
Le festival se dote d'un comité de sélection des films. « Avant 1999, personne ne sait réellement comment sont sélectionnés les films, ni même qui les sélectionne », mais cela n'augure cependant pas d'une transparence sur la méthode de sélection.
« Nous opérons un recentrage vers l’objet même du festival : la promotion du cinéma africain. Production, distribution, exploitation : il est grand temps de trouver des pistes de solutions », déclare le Secrétaire permanent Baba Hama. Il reprend à son compte la perspective d'un Fespaco annuel et l'estime possible : « La production est certes faible mais cette régularité peut avoir un effet d’entraînement. C’est un défi à relever. ».

## Déroulement
La cérémonie d'ouverture a lieu dans un Stade du 4 août plein à craquer, devant 35 000 personnes. Le concert d’Alpha Blondy est interrompu par l’arrivée du président Blaise Compaoré, ce qui impose de faire silence et de se lever, mais, soutenu par tout le stade, le chanteur reprend ensuite son couplet contre les présidents corrompus, bousculant le protocole et l’organisation, et entraînant la foule dans sa protestation. 
L'inauguration est également marquée par le récital du chanteur Zaksoba ainsi qu'Irène Tassembédo et son ballet national. 
Le film d'ouverture est La Genèse du Malien Cheick Oumar Sissoko, projeté au Stade municipal.
Innovations du Fespaco 1999. Une carte étalon remplace le traditionnel abonnement, qui se porte comme un badge pour faciliter l'entrée dans les salles. Un écran géant est disposé au Stade municipal avec projection des films en compétition pour désengorger les salles d'exclusivité. L'entrée y est payante pour les adultes mais gratuite pour les enfants, permettant aux cinéphiles d'aller au cinéma en famille. Un CD et une cassette audio des chansons sur le Fespaco est éditée. Un concours jeune public permet au gagnant de bénéficier d'un séjour en France pour prendre part au 19e festival international du film d'Amiens en novembre 1999. Une aide à la distribution d'une valeur de 15 000 dollars US est attribuée au film qui remporte l'Étalon de Yennenga. Une tournée de promotion des films primés est organisée à Nairobi, Johannesbourg et au Caire.
Des hommages sont organisés pour les cinéastes disparus : le Sénégalais Djibril Diop Mambety (1945-1998) avec la projection de son dernier film La Petite vendeuse de soleil, ainsi que le Guinéen David Achkar (1960-1998) avec la projection du film David Ashkar, une étoile filante de Mama Keïta.
Dans le cadre de son projet Casting Sud de promotion des comédiens du Sud, Georgette Paré organise durant le festival une exposition déjà présente au Festival du film francophone de Namur en septembre 1998, ainsi qu'une rencontre destinée à  créer une fédération des comédiens et acteurs de cinéma africains. Une exposition est également organisée à la salle Dimako de l'Hôtel Indépendance avec des costumes, accessoires, décors et photos de films. Et une autre à la Maison du peuple : Masques Bwaba / masques d'Appenzell, une rencontre sur leurs ressemblances thématiques.
Une rencontre Cinéma d'animation en Afrique : enjeux, perspectives et partenariats est organisée par l'Atelier Graphoui de Bruxelles le 4 mars dans le cadre du Marché international du cinéma africain (MICA). Une rencontre des femmes cinéastes est également organisée le 2 mars tandis qu'un atelier Cinéma - Femmes et pauvreté (le cinéma pour lutter contre la pauvreté féminine) se déroule sur trois jours à l'initiative de l'Union panafricaine des professionnelles de l'image (UPAFI), créée au Fespaco 1991, et du PNUD.
Au colloque « Cinéma et circuits de diffusion en Afrique », Dominique Wallon rend compte d'une étude poussée réalisée en 1996 en tant que chargé de mission de la Communauté européenne, donnant des pistes pour une meilleure diffusion des films. Bassek Ba Kobhio indique avoir lancé un programme de diffusion de films africains dans les pays d'Afrique centrale en 1995 intitulé Ecrans noirs qui a débouché sur une association et un festival à Yaoundé. Nourredine Saïl, directeur des achats de la chaîne Canal+ Horizons, insiste sur le fait que les télévisions africaines ne diffusent que peu les films africains. Pour déboucher sur des propositions concrètes, trois ateliers confiés à la FEPACI sont organisés, qui émettent des recommandations sur l'intégration du cinéma africain dans les circuits de diffusion, l'apport de la télévision en la matière et l'appui des festivals à la distribution. Sont appelés de leurs vœux la maintenance de cinémathèques et salles de référence, une billetterie avec prélèvement de taxes à réinvestir dans le développement du cinéma, l'appui à la rénovation et la modernisation des salles, des mesures fiscales incitatives pour l'émergence de distributeurs, la réglementation des vidéo-clubs et une coopération régionale pour harmoniser les politiques et législations cinématographiques, la fluidité de l'information. Les télévisions sont appelées à diffuser les bandes-annonces des films, promouvoir et programmer des films africains selon un quota précis avec des normes de paiement internationales, renforcer la coopération via l'Union des radiodiffusions et télévisions nationales d'Afrique (URTNA), rallonger les délais de diffusion sur des chaînes comme CFI pour laisser aux films le temps d'une carrière en salles. Un mémorandum doit être présenté à l'OUA. Quant aux festivals, leur aide est attendue pour la réalisation de sous-titrages et de doublages. Il leur est recommandé de se coordonner pour harmoniser leur promotion des films africains. Une diffusion large des films primés au Fespaco est encouragée sous le contrôle de la FEPACI. Dany Glover et Ousmane Sembène s'engagent à distribuer les films africains aux États-Unis et en Afrique en créant une entreprise dédiée : The AmerAFric Films. Le Fonds Hubert Bals et le Danemark indiquent vouloir financer la diffusion de l'Etalon de Yennenga dans les pays africains et l'OIF vouloir diffuser les films dans ses CLACs.
Les stands du 9e Marché international du cinéma africain (MICA) investissant dorénavant la totalité de la rotonde du Centre culturel français, l'espace de visionnement est transféré au deuxième étage de la direction du Centre.
Le traditionnel défilé de mode permet le 4 mars à la Maison du peuple de mettre en avant les stylistes africains, tandis que l'animation musicale est assurée par Oumou Sangaré et les danseurs burkinabè du groupe Kassa.
La cérémonie de clôture est animée par Wango Roger et Baaba Maal au Stade municipal de Ouagadougou.

## Sélections officielles
Sur la base du Catalogue de l'édition 1999

### Longs métrages en compétition
Vingt films de douze pays sont en compétition pour l'Étalon de Yennenga. Deux sont réalisés par des femmes.
| Titre                       | Réalisation              | Pays                             | Minutes |
| --------------------------- | ------------------------ | -------------------------------- | ------- |
| Chikin Biznis               | Ntshavheni Wa Luruli     | Afrique du Sud                   | 103     |
| Fools                       | Ramadan Suleman          | Afrique du Sud                   | 90      |
| Letting Go                  | Bernard Joffa            | Afrique du Sud                   | 92      |
| L'Arche du désert           | Mohamed Chouikh          | Algérie                          | 90      |
| Waalo Fendo                 | Mohammed Soudani         | Algérie                          | 65      |
| La Montagne de Baya         | Azzedine Meddour         | Algérie                          | 122     |
| Silmandé                    | Pierre Yameogo           | Burkina Faso                     | 85      |
| La Jumelle                  | Diaby Lanciné            | Côte d'Ivoire                    | 98      |
| Dakan                       | Mohamed Camara           | Guinée                           | 90      |
| Saikati The Enkabaani       | Anne Mungai              | Kenya                            | 95      |
| La Genèse                   | Cheick Oumar Sissoko     | Mali                             | 100     |
| Mektoub                     | Nabil Ayouch             | Maroc                            | 90      |
| Keïd Ensa (Ruses de femmes) | Farida Benlyazid         | Maroc                            | 90      |
| Femmes... et femmes         | Saâd Chraïbi             | Maroc                            | 98      |
| Lalla Hobby                 | Mohamed Abderrahman Tazi | Maroc                            | 88      |
| La Vie sur terre            | Abderrahmane Sissako     | Mauritanie                       | 61      |
| Pièces d'identités          | Mwezé Ngangura           | République démocratique du Congo | 93      |
| TGV                         | Moussa Touré             | Sénégal                          | 90      |
| Demain, je brûle            | Mohamed Ben Smaïl (ar)   | Tunisie                          | 94      |
| Noces de lune               | Taïeb Louhichi           | Tunisie                          | 90      |

### Courts métrages fiction en compétition
| Titre                               | Réalisation                 | Pays                             | Minutes |
| ----------------------------------- | --------------------------- | -------------------------------- | ------- |
| Cry Me A Baby                       | Tamsin Mac Carthy           | Afrique du Sud                   | 26      |
| La Femme dévoilée                   | Rachida Krim, Hamid Tassili | Algérie                          | 9       |
| Message d’Alger                     | Djamel Azizi                | Algérie                          | 12      |
| Souko (le cinématographe en carton) | Issiaka Konaté              | Burkina Faso                     | 30      |
| Garba                               | Adama Roamba                | Burkina Faso                     | 26      |
| Le Truc de Konaté                   | Fanta Régina Nacro          | Burkina Faso                     | 32      |
| La Fumée dans les yeux              | François Woukoache          | Cameroun                         | 21      |
| Third Body Chronic                  | Salah Gueder                | Libye                            | 7       |
| Dama                                | Léopold Togo                | Mali                             | 26      |
| Sabriya - Le carré de l'échiquier   | Abderrahmane Sissako        | Mauritanie                       | 26      |
| On The Edge                         | Newton Aduaka               | Nigeria                          | 28      |
| A Place Called Home                 | Mahmood Ali-Balogun (en)    | Nigeria                          | 26      |
| Étranger venu d’Afrique             | Joseph Kumbela (en)         | République démocratique du Congo | 13      |
| Les Mavericks                       | Camille Mouyéké             | République du Congo              | 15      |
| David                               | Moussa Thiam                | Sénégal                          | 30      |
| L'Étranger (The Foreigner)          | Zola Maseko                 | Swaziland                        | 17      |
| Pressions                           | Sanvi Panou                 | Togo                             | 26      |
| Mangwana                            | Manu Kurewa                 | Zimbabwe                         | 27      |

### Documentaires en compétition
| Titre                                      | Réalisation            | Pays                             | Minutes |
| ------------------------------------------ | ---------------------- | -------------------------------- | ------- |
| N’gonifola                                 | Idriss Diabaté         | Côte d'Ivoire                    | 40      |
| Hot Irons                                  | Andrew Dosunmu         | Nigeria                          | 46      |
| Un rêve d’indépendance                     | Monique Mbeka Phoba    | République démocratique du Congo | 53      |
| Bongo libre                                | Balufu Bakupa-Kanyinda | République démocratique du Congo | 26      |
| Sarah Maldoror ou la nostalgie de l’utopie | Anne-Laure Folly       | Togo                             | 26      |

### Panorama longs métrages africains
| Titre                                        | Réalisation                  | Pays           | Minutes |
| -------------------------------------------- | ---------------------------- | -------------- | ------- |
| The Sexy Girls                               | Russel Thompson              | Afrique du Sud | 96      |
| Les Résistants                               | Yahia Debboub                | Algérie        | 90      |
| La Revanche de Lucy                          | Janusz Mrosowski             | Burkina Faso   | 90      |
| Le Cercle des pouvoirs                       | Daniel Kamwa, Jules Takam    | Cameroun       | 110     |
| Fragments de vie                             | François Woukoache           | Cameroun       | 85      |
| Une couleur café                             | Henri Duparc                 | Côte d'Ivoire  | 105     |
| Fleur de lotus                               | Amar Laskri                  | Côte d'Ivoire  | 100     |
| Adieu forain                                 | Daoud Aoulad-Syad            | Maroc          | 92      |
| La Prière de l'absent                        | Hamid Bénani                 | Maroc          | 93      |
| Les Amis d'hier                              | Hassan Benjelloun            | Maroc          | 95      |
| Les Casablancais                             | Abdelkader Lagtaâ            | Mauritanie     | 90      |
| Maangamizi : L'Ancien                        | Martin Mhando, Ron Mulvihill | Tanzanie       | 115     |
| Keswa, le fil perdu (Kiswâ al-khayt al-dhâi) | Kalthoum Bornaz              | Tunisie        | 96      |

### Panorama courts métrages africains
| Titre                            | Réalisation                   | Pays          | Minutes |
| -------------------------------- | ----------------------------- | ------------- | ------- |
| Le Blouson vert                  | Djamel Azizi                  | Algérie       | 14      |
| Faux soldats                     | Idrissou Mora Kpai            | Bénin         | 27      |
| Le Génie d'Abou                  | Isabelle Boni-Claverie        | Côte d'Ivoire | 10      |
| Bonne chance Trophy              | Claude Gnakouri, Luis Marquès | Côte d'Ivoire | 5       |
| Les Blancs s’amusent             | Claude Gnakouri, Luis Marquès | Côte d'Ivoire | 6       |
| Les Enfants du guépard           | Claude Gnakouri, Luis Marquès | Côte d'Ivoire | 6       |
| Lunettes noires                  | Owell Brown                   | Côte d'Ivoire | 6       |
| Les Quatre cents et un coups     | Abdelhaï Laraki               | Maroc         | 43      |
| LoveLoveLiebe                    | Branwen Okpako (en)           | Nigeria       | 10      |
| Constance                        | Cyril Nri (en)                | Nigeria       | 12      |
| Les Bijoux                       | Khady Sylla                   | Sénégal       | 23      |
| Kinkeliba et biscuits de mer     | Alhamdou Sy                   | Sénégal       | 29      |
| Un thé au Sahel                  | Mahamat Saleh Haroun          | Tchad         | 9       |
| L’Enfant qui voulait voir la mer | Khaled Barsaoui               | Tunisie       | 26      |
| Avril                            | Raja Amari                    | Tunisie       | 30      |
| Souviens-toi                     | Elyes Baccar                  | Tunisie       | 14      |

### Diaspora longs métrages
| Titre                                    | Réalisation             | Pays              | Minutes |
| ---------------------------------------- | ----------------------- | ----------------- | ------- |
| Another Planet                           | Christene Browne (en)   | Canada            | 90      |
| The Black Press: Soldiers Without Swords | Stanley Nelson Jr. (en) | États-Unis        | 86      |
| Sucre amer                               | Christian Lara          | Guadeloupe        | 90      |
| Corps plongés                            | Raoul Peck              | Haïti             | 96      |
| A City Called Heaven                     | Hugh Thompson           | Trinité-et-Tobago | 88      |

### Diaspora courts métrages
| Titre                       | Réalisation      | Pays       | Minutes |
| --------------------------- | ---------------- | ---------- | ------- |
| Nelson Sargento             | Estevão Ciavatta | Brésil     | 21      |
| A Short Wait Between Trains | Rick Wilkinson   | États-Unis | 26      |
| Blue Note                   | Rahdi Taylor     | États-Unis | 26      |
| Homecoming                  | Charlene Gilbert | États-Unis | 57      |
| Rituals                     | Carol Mayes      | États-Unis | 25      |

### Films du monde longs métrages
| Titre                    | Réalisation                         | Pays        | Minutes |
| ------------------------ | ----------------------------------- | ----------- | ------- |
| Vivre au paradis         | Bourlem Guerdjou                    | Algérie     | 105     |
| Afrodita                 | Pablo César                         | Argentine   | 91      |
| Guttaperc                | Andrew Millington                   | Barbade     | 84      |
| Mobutu roi du Zaïre      | Thierry Michel                      | Belgique    | 135     |
| Asunder                  | Tim Reid                            | États-Unis  | 101     |
| L’Honneur de ma famille  | Rachid Bouchareb                    | États-Unis  | 90      |
| Chacun pour soi          | Bruno Bontzolakis                   | France      | 105     |
| Rezistans                | Katharine Kean                      | Haïti       | 156     |
| Zindagi Zindabad         | Sumitra Bhave–Sunil Sukthankar (en) | Inde        | 120     |
| Nadro                    | Ivana Massetti                      | Italie      | 85      |
| The Successor            | Tor Tørstad                         | Norvège     |         |
| Fintar o Destino (en)    | Fernando Vendrell (en)              | Portugal    | 85      |
| Africans in World War II | Barina Adu-Asamoa                   | Royaume-Uni | 60      |
| Comedia Infantil         | Solveig Nordlund                    | Suède       | 90      |
| Nattfågelns hjärta       | Elisabeth Wennberg                  | Suède       | 59      |
| Ados Amor                | Zarina Khan, François Stuck         | Tunisie     | 125     |

### Films du monde courts métrages
| Titre                               | Réalisation                    | Pays       | Minutes |
| ----------------------------------- | ------------------------------ | ---------- | ------- |
| Ça sera du gâteau                   | Claude Berne                   | France     | 12      |
| Do you really wanna know?           | Faemino Jurdao Blanco          | Espagne    | 6       |
| Ecran d'argile                      | Maria Watzlawick, Romed Wyder  | Suisse     | 53      |
| Flying with the Angels              | Nancy Ferguson, Richard Newton | États-Unis | 17      |
| La Dérive                           | Philippe Welsh                 | France     | 8       |
| La Surface de réparation            | Valérie Müller                 | France     | 24      |
| Même le vent                        | Laurence Attali                | Sénégal    | 15      |
| Meninas                             | Paula Alves                    | Brésil     | 17      |
| O Dô Ya! Vida com AIDS              | Tânia Cypriano                 | Brésil     | 58      |
| Dearfield - The Road Less Travelled | Donnie I. Betts                | États-Unis | 30      |
| White Kings in Africa               | Bernd Mosblech                 | Allemagne  | 59      |

### Films vidéo documentaires
| Titre                                              | Réalisation          | Pays           | Minutes |
| -------------------------------------------------- | -------------------- | -------------- | ------- |
| Abidjan des enfants                                | Idriss Diabaté       | Côte d'Ivoire  | 47      |
| Algérie, la vie quand même                         | Djamila Sahraoui     | Algérie        | 50      |
| Chef !                                             | Jean-Marie Teno      | Cameroun       | 61      |
| Génération perdue                                  | Nsamgou Poumié       | Cameroun       | 35      |
| Heart and Stone                                    | Bridget Thompson     | Afrique du Sud | 90      |
| Jëf Jël                                            | Moussa Sène Absa     | Sénégal        | 55      |
| L'Arc-en-ciel éclaté                               | Belkacem Hadjadj     | Algérie        | 85      |
| Mathias, le procès des gangs                       | Gahité Fofana        | Guinée         | 52      |
| Pour le plaisir des yeux                           | Izza Génini          | Maroc          | 50      |
| Ravisseurs du Dyaa                                 | Maïga Yachim Yacouba | Mali           | 13      |
| Rostov-Luanda                                      | Abderrahmane Sissako | Mauritanie     | 60      |
| La vie et l'époque de Sara Baartman                | Zola Maseko          | Swaziland      | 52      |
| The Long Tears - A Ndebele Story                   | David Forbes         | Afrique du Sud | 52      |
| Zone Rap ou l'expression de l'urbanisme en Afrique | Bouna Medoune Seye   | Sénégal        | 52      |

### Films vidéo fictions
| Titre                          | Réalisation                | Pays                | Minutes |
| ------------------------------ | -------------------------- | ------------------- | ------- |
| A nous la vie                  | Dani Kouyaté               | Burkina Faso        | 12x26   |
| Boubou l'intrus                | Issa Traoré de Brahima     | Burkina Faso        | 10      |
| Akwaaba - Chronicles of Africa | Socrate Sapho              | Ghana               | 60      |
| Le Diable au corps             | N'Drya Jean                | Côte d'Ivoire       | 26      |
| Je reviendrai                  | Augustine Fouda            | Cameroun            | 26      |
| Kine                           | Assane Diagne              | Sénégal             | 84      |
| Le Secret                      | Raymond Tiendrébéogo       | Burkina Faso        |         |
| La Marmite et le cahier        | Benelin Djimadoumbaye      | Tchad               | 25      |
| Pata-Pata, la loi du dimanche  | Bernard Mayo Nke           | République du Congo | 25      |
| The Slave who became Chief     | Baba Mbune                 | Zimbabwe            | 12      |
| Time to Care, Three Visits     | John Riber, Paul Bakibinga | Ouganda             | 25      |

## Palmarès
Le jury longs métrages est présidé par l’écrivain et homme politique congolais Henri Lopes, assisté de l’historien Jean-Louis Roy, du directeur de la SONACIB (Société nationale cinématographique burkinabè) François Vokouma ainsi que des cinéastes sud-africain John Badenhorst, gabonais Charles Mensah, tunisienne Moufida Tlatli et burundais Léonce Ngabo.
Le jury courts métrages et documentaires est présidé par l’universitaire gambien Mbye B. Cham, assisté de l’actrice nigérienne Zalika Souley, du chargé de mission à la Communication auprès du Premier ministre du Burkina Faso Luc-Adolphe Tiao, de la réalisatrice allemande Petra Katharina Wagner (de) Petra Katharina Wagner et de l’acteur ivoirien Bamba Bakary.
Le jury TV-Vidéo est présidé par le directeur du National Film and Television Institute (en) (NAFTI) du Ghana Martin Loh, assisté de l’administrateur principal de l’Organisation mondiale de la propriété intellectuelle (OMPI) Simon Ouedraogo, de la réalisatrice kenyane Anne Mungai et du directeur de la Radio-télévision du Cameroun (CRTV) Gervais Mendo Ze.

### Longs métrages
| Prix                                    | Lauréat              | Film                                    | Pays                             |
| Grand prix Étalon de Yennenga           | Mwezé Ngangura       | Pièces d'identités                      | République démocratique du Congo |
| Mention spéciale du jury                | Abderrahmane Sissako | La Vie sur terre                        | Mauritanie                       |
| Prix Oumarou Ganda de la 1re œuvre      | Ramadan Suleiman     | Fools                                   | Afrique du Sud                   |
| Prix Paul Robeson (film de la diaspora) | Christian Lara       | Sucre amer                              | Guadeloupe                       |
| Prix d'interprétation féminine          | Dominique Mesa       | Pièces d'identités de Mwezé Ngangura    | République démocratique du Congo |
| Prix d'interprétation masculine         | Fats Bookholane      | Chikin Biznis Ntshavheni Wa Luruli      | Afrique du Sud                   |
| Prix du meilleur scénario               | Mtutuzeli Matshoba   | Chikin Biznis Ntshavheni Wa Luruli      | Afrique du Sud                   |
| Prix de la meilleure image              | Mustapha Belmihoub   | L'Arche du désert de Mohamed Chouikh    | Algérie                          |
| Prix de la meilleure monteuse           | Nadia Ben Rachid     | La Vie sur terre d'Abderrahmane Sissako | Mauritanie                       |
| Prix de la meilleure musique            | Wasis Diop           | Silmandé de Pierre Yameogo              | Burkina Faso                     |
| Prix de la meilleure bande son          | Tawsi Thabet         | Lalla Hobby de Mohamed Abderrahman Tazi | Maroc                            |
| Prix du meilleur décor                  | Fallo Baba Keïta     | La Genèse de Cheick Oumar Sissoko       | Mali                             |

### Courts métrages et documentaires
| Prix                                                        | Lauréat        | Film                    | Pays       |
| Prix du meilleur court métrage de fiction                   | Newton Aduaka  | On the Edge             | Nigeria    |
| Prix Paul Robeson du court métrage de la diaspora africaine | Rahdi Taylor   | Blue Note               | États-Unis |
| Prix spécial du meilleur documentaire                       | Andrew Dosunmu | Hot Irons (Fers chauds) | Nigeria    |

## Bilan
Chiffres. Le Fespaco 1999 a émis 4672 accréditations dont 291 invités officiels, 549 journalistes (1075 pour la presse en général), 127 producteurs, 33 distributeurs, 388 cinéastes, 187 comédiens, 28 cameramen, 63 techniciens, 17 directeurs de festivals, 58 collaborateurs artistiques, 1324 cinéphiles professionnels, 108 membre de jurys de prix spéciaux. 85 pays étaient représentés. 143 films ont été sélectionnés, mais seulement 106 copies ont été reçues à temps pour 187 projections. Le MICA (marché international du cinéma africain) a comporté 26 stands promotionnels pour 32 exposants, qui ont reçu 8000 visiteurs. La vidéothèque comportait 416 films représentant 51 pays. 44 projections spéciales ont été organisées, représentant 18 pays. Les 23 cabines ont accueilli 545 visionnements. 4 Rencontres professionnelles ont été organisées. Au Centre de presse, 320 dossiers de presse ont été distribués, 20 films ont été débattus, 15 conférences de presse ont été organisées tandis que 56 projections de presse ont eu lieu durant le festival.
« Le Fespaco n'a pas encore véritablement intégré le cinéma du nord du continent », écrit Thérèse-Marie Deffontaines dans Le Monde, remarquant la forte présence de créations du Maghreb mais leur absence au palmarès.
« Peut-être que ce jury a voulu donner une nouvelle direction au cinéma africain, ou en tout cas élargir le champ », déclare le réalisateur du film primé, Mwezé Ngangura, faisant référence au fait que, pour la première fois dans l'histoire du Fespaco, l'Etalon de Yennenga va à une comédie.
Répondant à un journaliste français déçu par le peu de nouveaux films, le Secrétaire permanent Baba Hama s'est écrié : « On voit que n'êtes pas en Afrique ! Le public africain n'a pas encore vu ces films ! »